# Ковачиця (община)

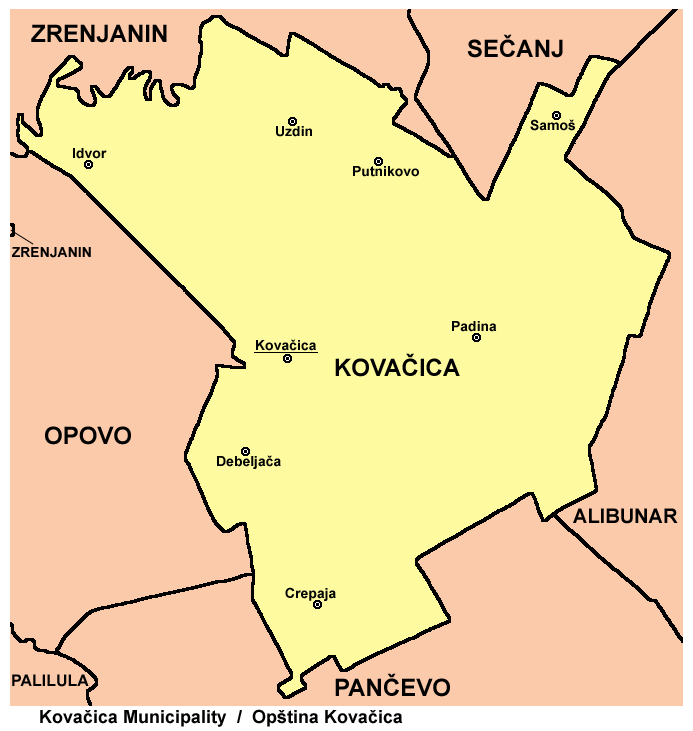

Общи́на Кова́чиця (серб. Општина Ковачица) — община в Сербії, в складі Південно-Банатського округу автономного краю Воєводина. Адміністративний центр — містечко Ковачиця.

## Населення
Згідно з даними перепису 2002 року в общині проживало 27 890 осіб, з них:
- словаки — 41,1%
- серби — 33,9%
- угорці — 10,5%
- румуни — 7,0%
- цигани — 2,9%
- югослави — 1,3%

## Населені пункти
Община утворена з 8 населених пунктів (1 містечка та 7 сіл):
| № | Населений пункт | Площа, км² | Населення, осіб (2002, перепис) |
| - | --------------- | ---------- | ------------------------------- |
| 1 | Дебеляча        | 53,5       | 5 325                           |
| 2 | Ідвор           | 56,5       | 1 198                           |
| 3 | Ковачиця1       | 39,8       | 6 764                           |
| 4 | Падина          | 54,1       | 5 760                           |
| 5 | Путниково       | 85,22      | 243                             |
| 6 | Самош           | 57,3       | 1 247                           |
| 7 | Уздин           | 85,22      | 2 498                           |
| 8 | Црепая          | 75,4       | 4 855                           |

1 — містечко;
2 — подано разом